# ناحیه کرتون، شهرستان فولتن، ایلینوی
ناحیه کرتون (به انگلیسی: Kerton Township) یک منطقهٔ مسکونی در ایالات متحده آمریکا است که در شهرستان فولتن، ایلینوی واقع شده‌است. ناحیه کرتون ۱۳۲ متر بالاتر از سطح دریا واقع شده‌است.